# Maren Stoffels
Maren Inne Stoffels (Amsterdam, 13 januari 1988) is een Nederlandse schrijfster.

## Biografie
Op haar vijftiende besloot Stoffels haar verhalen te sturen naar Uitgeverij Leopold, waar men wel enthousiast was, maar men vond haar nog te jong. Twee jaar later verscheen haar eerste boek, Dreadlocks & Lippenstift, waarmee ze op 17 april 2005 in Utrecht de Prijs van de Jonge Jury en de Debuutprijs won. Na dit debuut volgden Piercings & Parels en Cocktails & Ketchup, die samen met Dreadlocks & Lippenstift een trilogie vormen over het leven van hoofdpersonage Sofie. Tussen het uitbrengen van Piercings & Parels en Cocktails & Ketchup zitten vier maanden.
Stoffels volgende boek, Sproetenliefde, werd in juni 2007 uitgebracht. Op de omslag staat actrice Tessa Schram. In november 2007 verscheen Schim in het bos en op 3 april 2008 kwam Op blote voeten uit. In datzelfde jaar begon ze opnieuw aan een trilogie, Back pack. Daarvan is het eerste boek Vlucht van Elin, waardoor de lezer het verhaal door Elins ogen ziet. In 2009 verscheen het tweede deel, Tara vecht terug, waarin het backpack-verhaal verder loopt, maar nu door de ogen van Tara. In dat jaar verscheen dan ook Je bent van mij!, een boek dat Stoffels samen met Hans Kuyper heeft geschreven. In 2010 verscheen het laatste boek van de trilogie, Gezicht van Britt. Hierin eindigt het backpack-verhaal, maar de lezer leest dus alles door Britts ogen. In datzelfde jaar kwam er een nieuw boek uit, Met mijn ogen dicht.
In juni 2009 werd Stoffels in Elsevier opgenomen in de lijst van ‘Vijftig grootste beloften voor de toekomst’. Sindsdien zijn nog vele boeken verschenen.

## Erkenning

### Bekroningen
- Hotze de Roosprijs 2007 voor Dreadlocks & Lippenstift
- Jonge Jury 2007 voor Dreadlocks & Lippenstift
- Jonge Jury debuutprijs 2007: Dreadlocks & Lippenstift
- Bookaward 2007: Piercings & Parels
- Jonge Jury 2009: Sproetenliefde

### Nominaties
- Tina Awards 2006: Dreadlocks & Lippenstift
- Tina Awards 2007: Cocktails & Ketchup
- Jonge Jury 2008: Cocktails & Ketchup
- Jonge Jury 2009: Sproetenliefde
- Jonge Jury 2010: Op blote voeten
- Jonge Jury 2019: Fright Night
- Jonge Jury 2020: Escape Room